# John Williams (koszykarz)
John Williams (ur. 9 sierpnia 1962 w Sorrento, zm. 11 grudnia 2015) – amerykański koszykarz, występujący na pozycjach skrzydłowego oraz środkowego.
W 1996 wystąpił w filmie Eddie.

## Osiągnięcia
NCAA
- Zawodnik Roku Konferencji Metro (1984)
- 3-krotnie zaliczony do I składu konferencji Metro (1982, 1984–1985)

NBA
- Zaliczony do składu I składu debiutantów NBA (1987)[2]
- Zawodnik tygodnia (30.11.1986)[3]

USBL
- MVP USBL (1985)[4]
- Debiutant Roku (1985)[4]
- Zaliczony do[4]:
  - I składu:
    - USBL (1985, 1986)
    - debiutantów USBL (1985)
    - defensywnego USBL (1986)
- Lider strzelców USBL (1985)